# Wolf Heinrich von Baudissin (General, 1671)

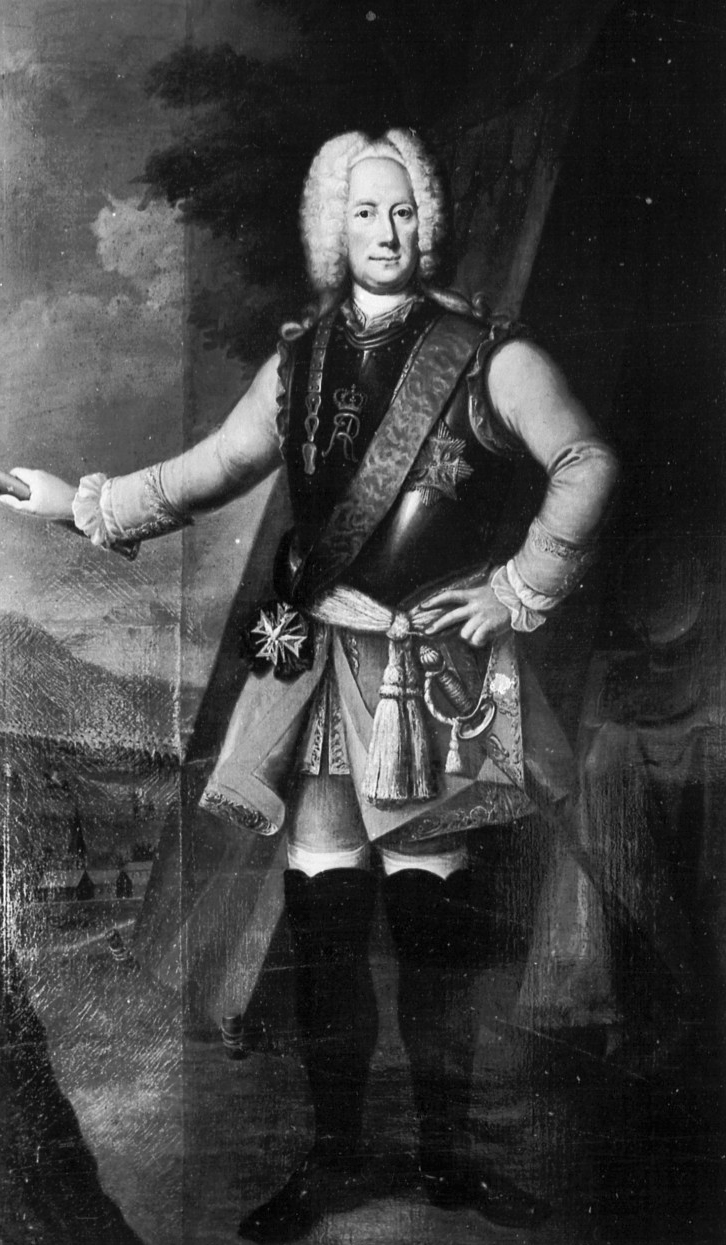
Wolf Heinrich Graf von Baudissin (1671–1748)

Wolf Heinrich von Baudissin, auch von Baudis, ab 1741 Graf von Baudissin (* 1. September 1671 auf Gut Rixdorf; † 24. Juli 1748 ebenda) war ein kursächsischer Kabinettsminister und General im Großen Nordischen Krieg.

## Leben
Er stammte aus der uradeligen Offiziersfamilie von Baudissin, die aus der Oberlausitz stammt und nach der Stadt Bautzen benannt ist, wo die Vorfahren im Mittelalter als Ministerialen dienten. Sein Vater war Heinrich Günther von Baudissin (1641–1673), sein Großvater war der gleichnamige General im Dreißigjährigen Krieg, Wolf (Wulff) Heinrich von Baudissin, der die Familie ins Herzogtum Schleswig verpflanzt hatte. Als junger Offizier nahm er in holsteinischen Diensten am Spanischen Erbfolgekrieg teil und bewährte sich in den Feldzügen in Brabant und Flandern.
1710 trat er als Generalleutnant in die Dienste des polnischen Königs und sächsischen Kurfürsten August des Starken und wurde im Großen Nordischen Krieg in Norddeutschland und Polen gegen Schweden eingesetzt.
Bereits 29. November 1714 wurde er zum General der Kavallerie befördert und wurde am 29. November des gleichen Jahres Inhaber eines Reiterregiments. 1730 machte ihn der König zum Ritter des polnischen weißen Adlerordens.
Auch bei Friedrich August II., dem Sohn seines Dienstherren, scheint Baudissin in hoher Gunst gestanden zu haben, denn dieser ernannte ihn 1733 nach dem Tod Augusts zum Kabinettsminister und schickte ihn gemeinsam mit Kabinettsminister Wackerbarth nach Warschau, um seine Wahl zum polnischen König zu betreiben.
Am 7. Oktober 1736 wurde Baudissin zum Ritter des neu gestifteten Heinrichsordens ernannt und am 12. Dezember 1736 mit dem Oberkommando der kursächsischen Armee betraut. Er nahm am 26. September 1741 seinen Abschied und zog sich auf seine holsteinischen Güter zurück, wo er einige Jahre später starb.
Mit Diplom vom 28. Februar 1741 wurde er vom Kurfürsten, der als Reichsvikar handelte, in den Reichsgrafenstand erhoben.

## Familie
Seit 1699 war er verheiratet mit Dorothee von Buchwald (1683–1709), Tochter des Joachim Christoph von Buchwald auf Knoop. Durch sie kam Gut Knoop in den Besitz der Baudissins. Ihr Sohn Heinrich Christoph von Baudissin (1709–1786) wurde kursächsischer General der Infanterie und Gouverneur zu Dresden. Er heiratete Susanna Magdalena Elisabeth Gräfin von Zinzendorf und Pottendorf (1723–1785).